# UMPK
Artykuł ten został zgłoszony do umieszczenia na stronie głównej w rubryce „Czy wiesz”.
Pomóż nam go sprawdzić: oceń zgłoszoną nominację.

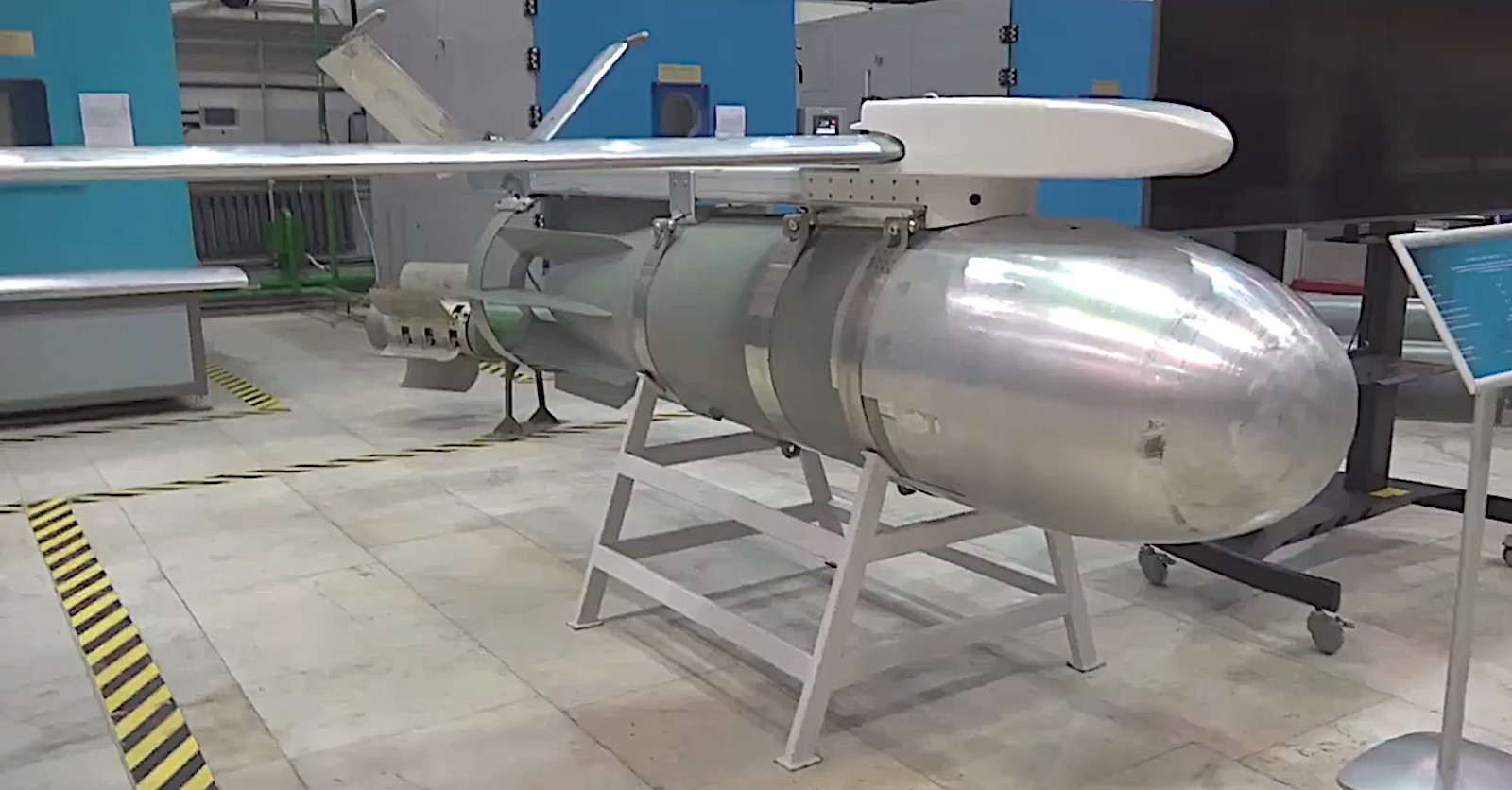
Bomba FAB-1500 z modułem UMPK

UMPK (ros. Унифицированный модуль планирования и коррекции, pol. ujednolicony moduł szybowania i korekcji) – rosyjski zestaw aerodynamiczno-elektroniczny umożliwiający konwersję klasycznych bomb swobodnie spadających w bomby szybujące o zwiększonym zasięgu i precyzji rażenia. Moduł został po raz pierwszy użyty bojowo przez rosyjskie lotnictwo w 2023 roku.

## Historia
Prace nad projektem UMPK rozpoczęto na początku pierwszej dekady XXI wieku w biurze konstrukcyjnym Bazalt (ros. НПО „Базальт”). Pierwsze prototypy (MPK – bez przedrostka „Ujednolicony”) zaprezentowano m.in. podczas targów Farnborough w 2002 roku oraz MAKS-2009. Przedstawiono wówczas cztery wersje systemu, dostosowane do wagomiaru bomb burzących i zakładanego zasięgu lotu. Najmniejsza wersja systemu wyposażona była w skrzydła o rozpiętości dwóch metrów i pozwalała na lot szybujący na odległość 5–6 km po zrzucie z pułapu 100–300 metrów. Druga wersja systemu umożliwiała lot na odległość 10–15 km, trzecia była wyposażona w układ naprowadzania satelitarnego dający celność rzędu 10 metrów przy zrzucie w odległości od 45 do 60 km od celu (konieczny był duży pułap zrzutu). Czwarty wariant dysponował silnikiem odrzutowym zwiększającym zasięg lotu do 80–100 km. Brak jest informacji pozwalających ustalić czy MPK wyszedł poza stadium makiety.
W ostatecznej formie, pod nazwą УМПК, system został wprowadzony do użytku wojskowego w 2023 roku. Moduł umożliwia szybką konwersję bomb FAB (m.in. FAB-250, FAB-500) w bomby szybujące, co znacząco zwiększa ich zasięg i precyzję uderzenia.

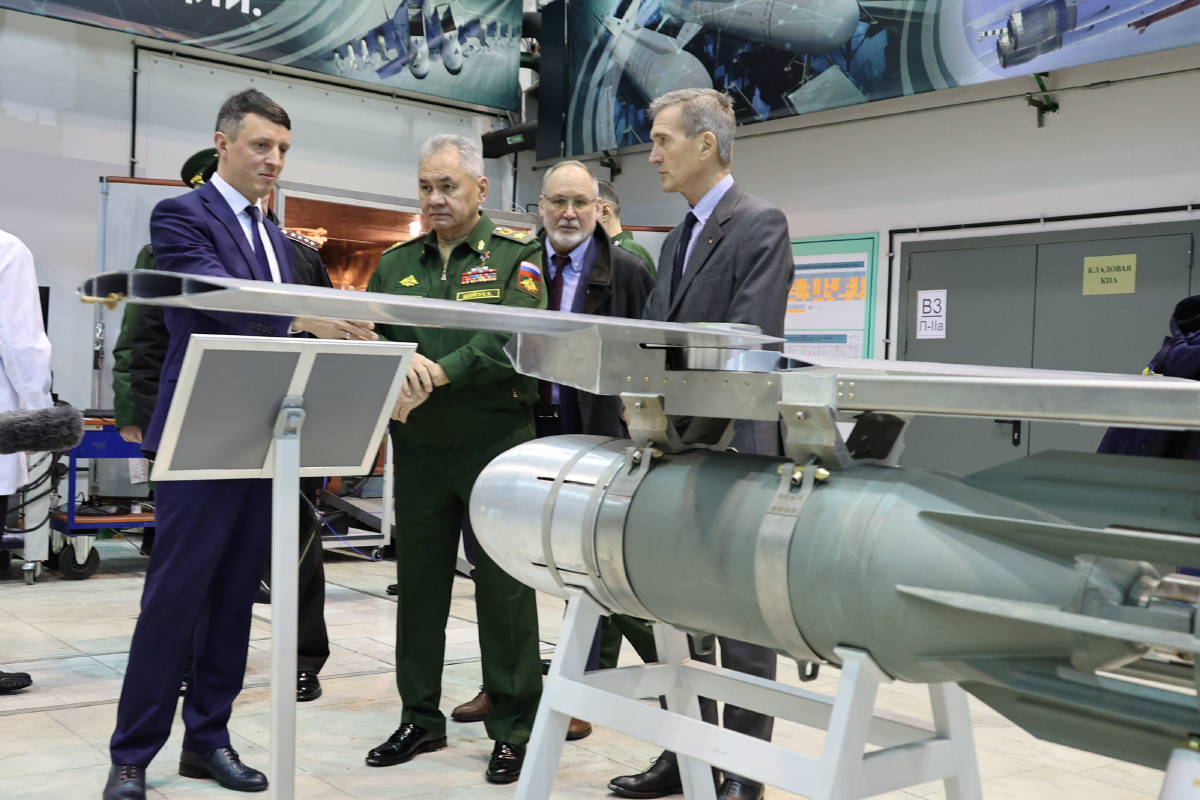
Siergiej Szojgu oglądający UMPK na bombie FAB-250

Publiczna prezentacja w pełni funkcjonującego UMPK odbyła się 12 stycznia 2024 roku, kiedy minister obrony Siergiej Szojgu odwiedził przedsiębiorstwo „Taktyczne uzbrojenie rakietowe” (ros. «Тактическое ракетное вооружение») i zapoznał się z bombą FAB-1500 wyposażoną w ten zestaw. Konstruktorzy poinformowali wówczas, że UMPK może być stosowany również w bombach o wagomiarze 250 i 500 kg, a ponadto prowadzone są prace nad dostosowaniem modułu do bomb o masie 3000 kg.
Zasada działania UMKP jest podstawą do opracowania przez Rosjan wersji dla wieloprowadnicowych wyrzutni rakietowych 9A52-4 Tornado. Media rosyjskie donosiły, że w 2025 roku strona ukraińska rozpoczęła testy własnego zestawu wzorowanego na rosyjskim UMPK.

## Konstrukcja
Ujednolicony moduł szybowania i korekcji stanowi metalową, spawaną konstrukcję, wyposażoną w rozkładane skrzydła oraz usterzenie ogonowe w układzie motylkowym. Rozwiązanie to umożliwia montaż modułu na bombie burzącej w jednostce lotniczej, bezpośrednio przed wykonaniem zadania bojowego. Po zrzuceniu bomby skrzydła rozkłada mechanizm sprężynowy uruchamiany pironabojem. Zestaw obejmuje moduł nawigacyjny inercyjno-satelitarny z anteną „Kometa-M”, który steruje wychyleniami usterzenia za pomocą dwóch serwomotorów. Konstrukcja przystosowana jest do przenoszenia bomb z UMPK przez bombowce Su-34; planowane jest dostosowanie do użycia z samolotami Su-25, Su-30SM, Tu-22M oraz dronów uderzeniowych Grom. Konstruktorzy pracują nad zastosowaniem w zestawie dopalaczy na paliwo stałe, co ma zwiększyć zasięg do 120–150 km. Ograniczeniem zastosowania systemu jest zdolność rażenie jedynie celów statycznych i konieczność zaprogramowania ich współrzędnych przed startem. UMPK umożliwia zrzut bomby w odległości 40–70 km od celu, w zależności od wagomiaru. Ograniczenie użycia stanowi również masa modułu, która sprawia, że bomba wyposażona w UMPK musi być montowana na węzłach uzbrojenia, których udźwig przekracza nominalny wagomiar bomby.

## Użycie bojowe

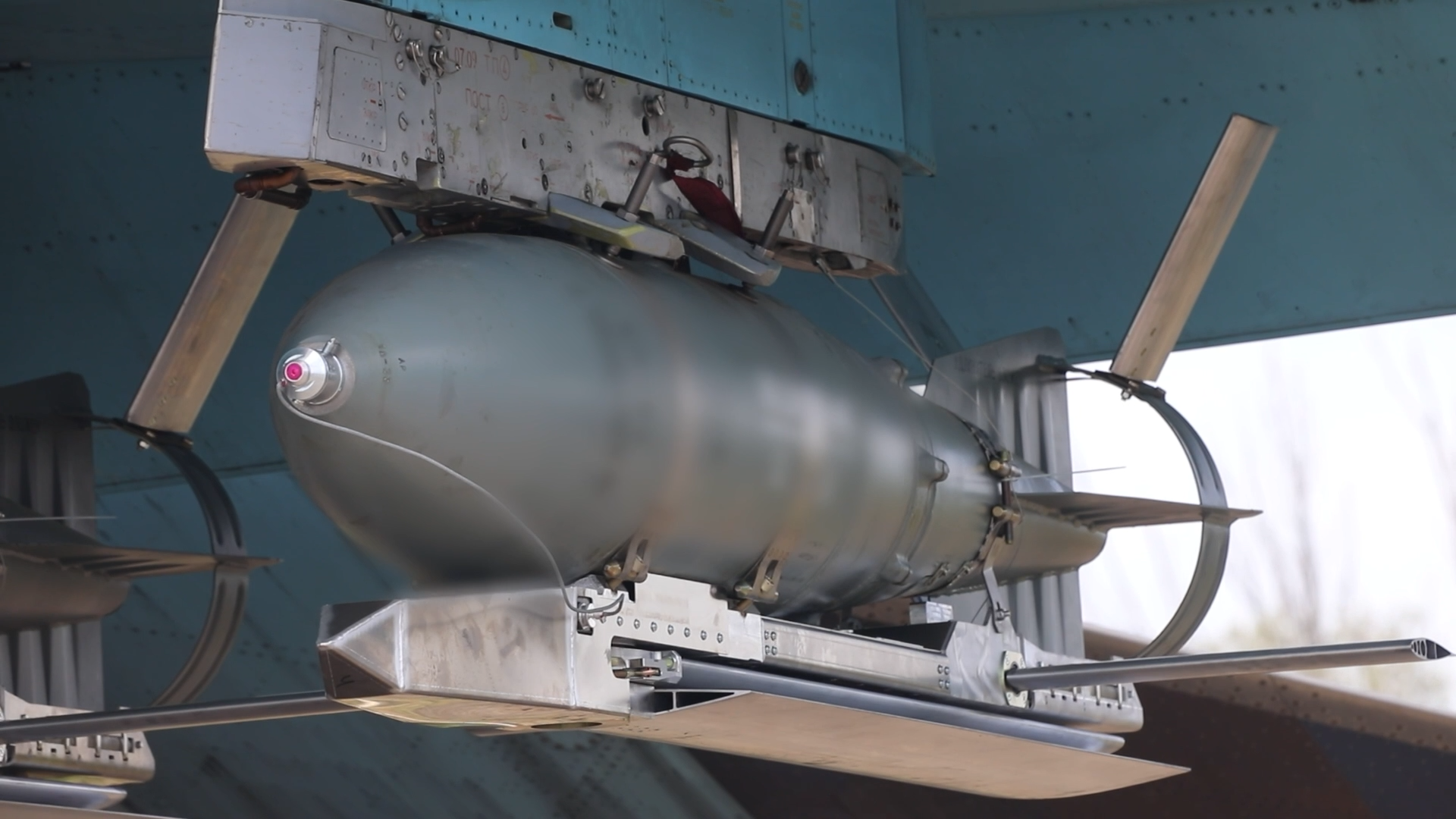
Bomba FAB-500 podwieszona pod Su-34

Bomby z modułem UMPK zostały użyte przez lotnictwo rosyjskie z początkiem 2023 roku podczas agresji na Ukrainę. Doniesienia z wiosny tego roku mówiły o ok. 20 atakach dziennie z wykorzystaniem bomb szybujących wyposażonych w UMPK. Do lata 2024 roku siły rosyjskie dokonały ok. 3500 ataków na punkty obronne Sił Zbrojnych Ukrainy z ich wykorzystaniem. Wprowadzenie po stronie ukraińskiej zaawansowanych środków walki elektronicznej obniżyło skuteczność ataków z użyciem UMPK. Brak montażu fabrycznego zestawu na bombach jest również podawany jako przyczyna niskiej celności ataków. Ponadto dochodzi do ok. 5% strat przenoszonych bomb z powodu nieumyślnego zrzutu.